# Кривой Ускат

Кривой Ускат — река в России, протекает в Кемеровской области. Устье реки находится в 43 км по левому берегу реки Ускат. Длина реки составляет 46 км. В 31 км от устья по левому берегу реки впадает река Каргайлинка. В 9 км от устья по левому берегу реки впадает река Ельнахта.

## Данные водного реестра
По данным государственного водного реестра России относится к Верхнеобскому бассейновому округу, водохозяйственный участок реки — Томь от города Новокузнецк до города Кемерово, речной подбассейн реки — Томь. Речной бассейн реки — (Верхняя) Обь до впадения Иртыша.